# Starîi Hvizdeț, Colomeea
Starîi Hvizdeț (în ucraineană Старий Гвіздець) este localitatea de reședință a comunei Starîi Hvizdeț din raionul Colomeea, regiunea Ivano-Frankivsk, Ucraina.

## Demografie
Componența lingvistică a localității Starîi Hvizdeț
     Ucraineană (99,66%)
     Alte limbi (0,24%)
Conform recensământului din 2001, majoritatea populației localității Starîi Hvizdeț era vorbitoare de ucraineană (99,66%), existând în minoritate și vorbitori de alte limbi.